# Hexaprotodon liberiensis
Pour les articles homonymes, voir Hippopotame nain.
Espèce
Répartition géographique
Statut de conservation UICN

 EN  : En danger
Statut CITES
L'hippopotame pygmée (Choeropsis liberiensis ou Hexaprotodon liberiensis) appelé aussi Hippopotame nain ou encore Hippopotame nain africain, est une espèce d'hippopotames originaire des forêts et des marécages de l'Afrique de l'Ouest. Ce mammifère est un animal discret, solitaire et nocturne même si la masse d'un mâle adulte peut avoisiner 275 kg. Il est une des deux seules espèces encore existantes dans la famille des Hippopotamidae, l'autre étant son cousin beaucoup plus imposant, l'hippopotame commun, dit amphibie.
L'hippopotame nain a conservé de nombreuses adaptations terrestres en comparaison de l'autre espèce d'hippopotame, mais comme lui, c'est un animal semi-aquatique qui se repose au bord de l'eau pour garder sa peau hydratée et une température basse pour son corps. L'accouplement et la mise bas peuvent se produire dans l'eau ou sur terre. L'hippopotame nain est herbivore, se nourrissant de toutes sortes de fougères, de plantes à larges feuilles et de fruits qu'il trouve dans la forêt riparienne. Il est difficile à étudier dans la nature.
Introduit dans les jardins zoologiques au début du XXe siècle, il s'est bien reproduit en captivité et la grande majorité des connaissances sur l'espèce proviennent de spécimens de zoo. La survie de l'espèce en captivité est plus assurée que dans la nature : l'Union internationale pour la conservation de la nature estime qu'il reste moins de 3 000 hippopotames nains vivant en liberté. Ils sont menacés principalement par la perte de leur habitat, les forêts étant déboisées et converties en terres agricoles. Ils sont également menacés par le braconnage, la chasse, les prédateurs naturels et la guerre.

## Description

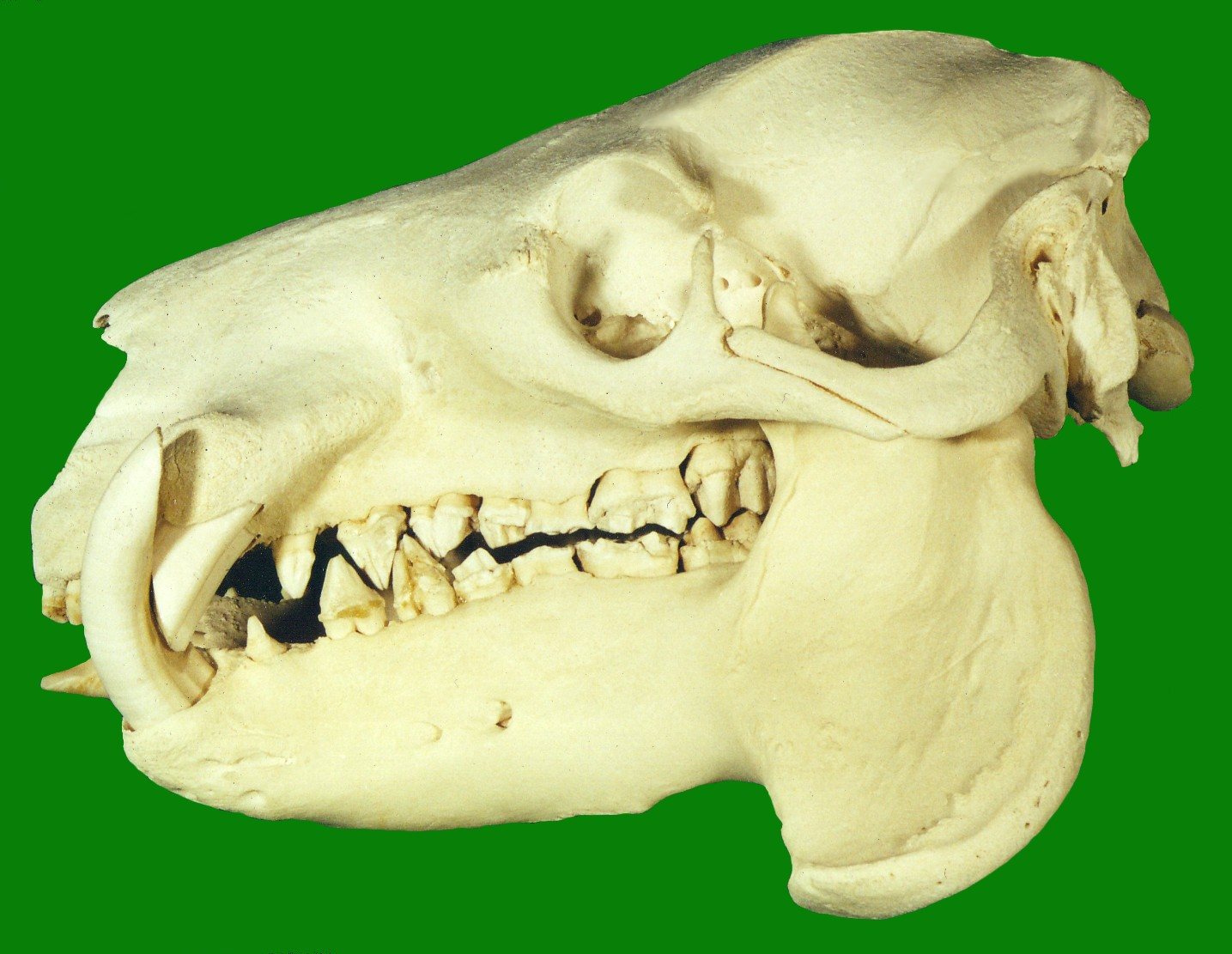
Crâne d'hippopotame nain.

Les hippopotames nains ont sensiblement la même forme générale que les hippopotames communs. Ils ont un squelette hippopotamoïde, avec quatre pattes courtes et quatre doigts à chaque pied, supportant un corps aux formes lourdes. L'hippopotame nain, cependant, ne mesure que la moitié de la taille et pèse moins du quart du poids de son grand cousin. Les hippopotames nains adultes mesurent 75 à 83 cm au garrot, font 150 à 177 cm de longueur et pèsent de 180 à 275 kg. Leur espérance de vie en captivité varie de 30 à 55 ans, mais il est peu probable qu'ils vivent aussi longtemps dans la nature,.

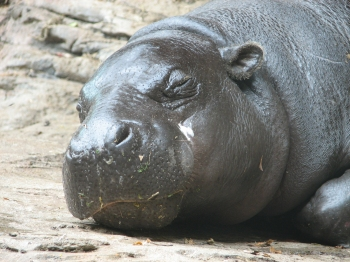
Un hippopotame nain au repos au zoo de Louisville. Le crâne d'un hippopotame nain a des orbites et des narines moins saillantes que l'hippopotame commun

La peau est vert-brun ou noire devenant gris crème sur la partie inférieure du corps. Elle est très semblable à celle de l'hippopotame commun avec un mince épiderme surmontant un derme de plusieurs centimètres d'épaisseur. La peau des hippopotames nains sécrète la même substance que celle des autres hippopotames, sécrétion qui donne une teinte rosée à leur corps et qui est parfois appelée « sueur sanglante », bien que cette sécrétion ne soit ni de la sueur au sens habituel ni du sang. Cette substance alcaline aurait des propriétés antiseptiques et jouerait aussi le rôle d'écran solaire. La peau des hippopotames sèche rapidement et des fissures se formeraient si ces deux espèces d'hippopotames ne passaient pas autant de temps dans l'eau.
Le squelette de  l'hippopotame nain est plus gracile que celui de l'hippopotame commun avec des os proportionnellement plus minces. Les hippopotames communs ont la colonne vertébrale parallèle au sol, celle de l'hippopotame nain est plus basse vers l'avant, une adaptation qui lui permettrait de passer plus facilement à travers la végétation dense de la forêt. Proportionnellement, les hippopotames nains ont les jambes et le cou plus longs, la tête plus petite que leurs cousins. Les orbites et les narines d'un hippopotame nain sont beaucoup moins proéminentes une adaptation au fait qu'ils passent moins de temps sous l'eau (les orbites et les narines saillantes des hippopotames communs leur facilitent la vision et la respiration lorsqu'ils sont dans l'eau). Les pieds des hippopotames nains sont plus étroits, mais les orteils sont plus écartés et moins sanglés pour pouvoir marcher plus facilement sur le tapis forestier. Bien qu'ils soient plus adaptés à la vie terrestre que les autres hippopotames, les hippopotames nains restent encore plus adaptés que tous les autres ongulés à la vie aquatique. Les oreilles et les narines des hippopotames nains ont de puissants muscles obturateurs qui les aident à rester immergés, le fonctionnement physiologique de leur peau dépend fortement de la quantité d'eau dont elle dispose,.

## Comportement
Le comportement de l'hippopotame nain diffère de celui de l'hippopotame commun sur bien des points. Il est beaucoup plus proche de celui du tapir du fait de la convergence évolutive entre ces deux espèces. Alors que les hippopotames communs sont grégaires, les hippopotames nains vivent seuls ou en petits groupes, généralement un couple ou une mère et son petit. Les hippopotames nains ont tendance à s'ignorer plutôt qu'à s'affronter en cas de rencontre. Des études ont montré que les hippopotames nains mâles ont un territoire de 1,85 kilomètre carré alors que celui des femelles n'est que de 0,4 à 0,6 kilomètre carré.
 Les hippopotames nains passent la majeure partie de la journée cachés dans les cours d'eau. Ils restent au même endroit pendant plusieurs jours d'affilée avant de changer d'emplacement. Certains hippopotames nains utilisent des tanières ou des terriers qui se forment dans les berges des cours d'eau. On ne sait ni si les hippopotames participent à la création de ces tanières, ni comment ils ont l'habitude de les utiliser. Même si on n'a jamais vu un hippopotame nain en train de creuser, d'autres artiodactyles, comme les phacochères, sont fouisseurs.

### Alimentation
Comme l'hippopotame commun, l'hippopotame nain sort de l'eau à la tombée de la nuit pour se nourrir. Il circule sur des sentiers préexistants pour voyager dans la forêt dense. Il marque son passage en projetant ses fèces par une agitation énergique de la queue pendant qu'il défèque. Il passe environ six heures par jour à la recherche de nourriture.
Les hippopotames nains sont herbivores. Ils ne se nourrissent de végétation aquatique qu'en petite quantité et très rarement de végétation poussant au ras du sol car ce type de végétation est rare dans les forêts épaisses où ils vivent. L'essentiel de leur régime alimentaire se compose de fougères, de grandes feuilles de dicotylédones et de fruits tombés sur le sol. On a constaté qu'ils mangeaient une grande variété de végétaux ce qui donne à croire qu'ils peuvent consommer toutes les plantes disponibles. Leur alimentation est de meilleure qualité que celle de l'hippopotame commun.

### Reproduction

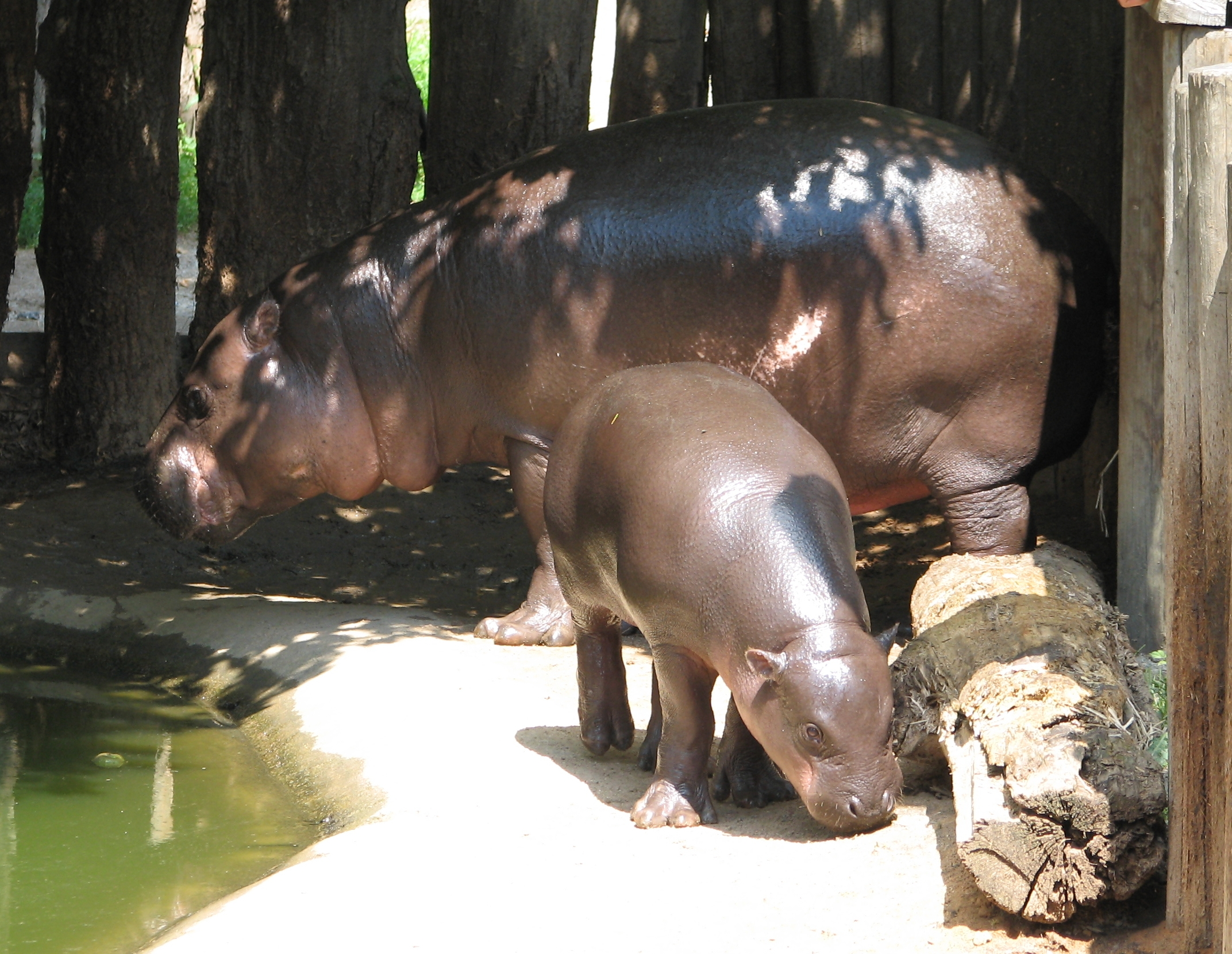
Un bébé hippopotame nain près de sa mère au zoo de Jihlava, en République tchèque.

Aucune étude du comportement lors de la période de reproduction n'a été effectuée dans la nature. Les conditions artificielles de vie en captivité peuvent laisser supposer que le comportement des hippopotames nains dans les jardins zoologiques est différent de celui dans des conditions naturelles. La maturité sexuelle pour l'hippopotame nain se produit entre trois et cinq ans. La plus jeune femelle gravide connue  était au zoo de Bâle, en Suisse, Elle avait trois ans et trois mois lors de la mise bas. L'œstrus d'une femelle hippopotame nain dure en moyenne 35,5 jours, avec une période fécondable comprise entre 24 et 48 heures,.
Les hippopotames nains restent ensemble pendant la période d'accouplement mais la durée de la relation n'est pas connue. Dans les zoos, ils se comportent comme des couples monogames. L'accouplement peut avoir lieu sur terre ou dans l'eau et il se répète de une à quatre fois au cours d'un œstrus. En captivité, les petits hippopotames nains ont été conçus et sont nés tout au long de l'année. La période de gestation varie de 190 à 210 jours, et, en général, il n'y a généralement qu'un seul jeune par portée quoique des jumeaux soient possibles.
L'hippopotame commun s'accouple et met bas seulement dans l'eau alors que les hippopotames nains le font à la fois sur terre et l'eau. Les jeunes hippopotames nains peuvent nager presque immédiatement après leur naissance. À la naissance, ils pèsent entre 4,5 et 6,2 kg, les mâles pesant environ 0,25 kg de plus que les femelles. Les hippopotames nains sont complètement sevrés entre six et huit mois et, avant cette période, ils n'accompagnent pas leur mère quand elle sort de l'eau pour aller se nourrir, mais ils se cachent eux-mêmes dans l'eau. La mère retourne environ trois fois par jour à l'endroit où les petits sont cachés pour les allaiter. Pendant l'allaitement la mère est couchée sur le côté.

## Distribution

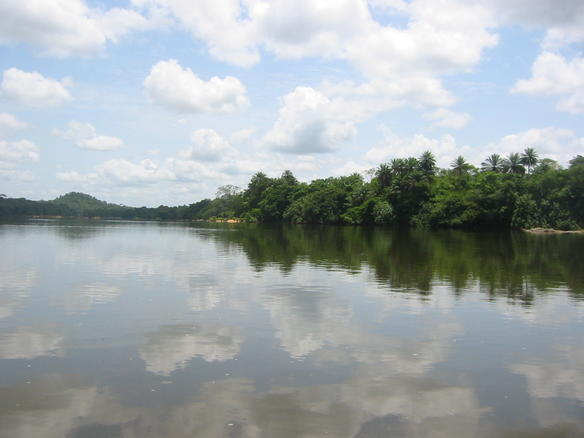
Quelques hippopotames nains vivent dans les forêts denses de l'île de Tiwai en Sierra Leone.

La grande majorité des hippopotames nains vit au Libéria avec quelques populations plus petites, souvent regroupées près de la frontière libérienne, en Côte d'Ivoire, en Guinée et en Sierra Leone. Bien que le nombre d'hippopotames nains n'ait probablement pas été sensiblement réduit ces dernières années, les populations sont maintenant fragmentées car elles vivent exclusivement dans les portions de cours d'eau qui traversent des régions boisées.
La plus grande population d'hippopotames nains libériens se trouve dans le parc national de Sapo. D'autres populations ont été signalées dans les comtés de Grand Kru, Grand Cape Mount, grand Bassa, Grand Gedeh, Lofa, Maryland, Nimba et Sinoe. Les études de ces populations, cependant, ont été compliquées par les guerres civiles qu'a connues ce pays. En Côte d'Ivoire, l'hippopotame nain vit dans plusieurs zones forestières notamment dans le parc national de Taï. En Guinée, les hippopotames nains vivent dans la réserve de Ziama à la frontière avec le Libéria. En Sierra Leone, plusieurs petites populations existent dans la forêt de Gola, dans l'île de Tiwai sur le fleuve Moa et dans les monts Loma,.
L'Union internationale pour la conservation de la nature (UICN) a estimé en 1993 la population d'hippopotames nains vivant encore dans la nature entre 2000 et 3000 individus, la plupart d'entre eux vivant au Libéria. La plus petite population est celle de Sierra Leone, estimée en 1993 à environ 100 individus. En raison de la détérioration des conditions de vie au Libéria, l'UICN a estimé en 2006 que leur nombre avait probablement diminué dans ce pays, en particulier en raison de la perte de leur habitat.

## Étymologie et dénomination
Son nom scientifique d'espèce signifie « du Libéria », car c'est là qu'une grande majorité d'entre eux vivent. Son nom de genre est par contre controversé, il est classé soit dans le genre Choeropsis (terme issu du grec ancien et signifiant « qui ressemble à un porc ») soit dans le genre Hexaprotodon (terme grec ancien qui signifie « qui a six protodontes », c'est-à-dire six molaires à tubercule unique). En 2021, l'espèce a été reclassée dans le genre Choeropsis par l'American Society of Mammalogists avec le soutien de l'UICN.
Son nom vernaculaire d'hippopotame nain ou d'hippopotame pygmée est ambigu du fait que les scientifiques occidentaux ont découvert plusieurs espèces fossiles d'hippopotames de petite taille, à quelques années seulement de la découverte de cette espèce vivante.

## Systématique

### Taxonomie
La taxonomie du genre de l'hippopotame nain a changé au fur et à mesure que les connaissances sur l'espèce augmentaient,,,. Samuel Morton les avait initialement dénommés Hippopotamus minor mais il s'est aperçu par la suite qu'il y avait suffisamment de différences entre les deux espèces pour créer son propre genre à cette nouvelle espèce et il a appelé le nouveau genre Choeropsis. 
En 1977, une paléontologue, Shirley Cameron Coryndon proposa que l'hippopotame nain soit rattaché au genre Hexaprotodon, un genre qui comprend des hippopotames préhistoriques le plus souvent originaires d'Asie. Cette proposition fut largement acceptée,,, jusqu'à ce qu'un naturaliste français Jean-Renaud Boisserie affirme en 2005, après avoir examiné de façon approfondie la phylogénie des Hippopotamidae, que l'hippopotame nain ne faisait pas partie du genre Hexaprodoton. Il suggère que l'hippopotame nain soit classé dans un genre distinct, le genre Choeropsis, ,. Chose qui a été fait en 2021 par l'American Society of Mammalogists avec le soutien de l'UICN.
Si des débats persistent et que le nom du genre ne fait pas l'unanimité, tout le monde convient cependant que l'hippopotame nain moderne, qu'il soit appelé H. liberiensis ou C. liberiensis, est la seule espèce existante de son genre,.
Que ce soit dans le genre Choeropsis ou Hexaprotodon, l'Hippopotame nain pourrait avoir une espèce sœur en l'une des trois espèces éteintes reconnues d'hippopotames malgaches, celle nommée selon les auteurs Choeropsis madagascariensis ou Hexaprotodon madagascariensis, bien que cette dernière soit encore aujourd'hui communément reconnue comme une espèce du genre Hippopotamus (donc plus proche de l'hippopotame commun actuel) ayant subi un cas de nanisme insulaire sur l'île. La classification de cette espèce n'a pas encore été complément résolue à ce jour et des débats persiste ainsi sur sa classification.

### Sous-espèces
Selon MSW il existe deux sous-espèces, la seconde étant éteinte :
- sous-espèce Hexaprotodon liberiensis liberiensis
- sous-espèce Hexaprotodon liberiensis heslopi

Une sous-espèce d'hippopotame nain a vécu au Nigéria au moins jusqu'au XXe siècle. De sorte que l'espèce actuelle est considérée parfois comme une sous-espèce appelée Choeropsis liberiensis liberiensis (ou Hexaprotodon liberiensis liberiensis dans l'autre nomenclature). L'hippopotame nain nigérian (appelé C. liberiensis heslopi) n'a jamais été étudié dans la nature et n'a jamais été capturé. Toutes les recherches sur les spécimens vivant en captivité dans les zoos ont montré que l'on ne possédait que la sous-espèce H. l. liberiensis.
L'hippopotame nain nigérian vivait dans le delta du fleuve Niger, en particulier près de Port Harcourt, mais il n'existe pas de rapports fiables sur les collections dans les musées provenant d'Heslop, un fonctionnaire colonial britannique au début des années 1940. La sous-espèce est considérée comme éteinte. Les deux sous-espèces étaient séparées par plus de 1800 kilomètres comprenant une zone, la trouée du Bénin ou Dahomey Gap, semi-désertique coupant en deux la zone côtière de forêt dense d'Afrique de l'Ouest. Heslop prétendait en 1945 avoir tiré sur un hippopotame nain dans la région du delta du Niger et avoir récupéré plusieurs crânes de cette sous-espèce. Il estimait qu'il n'existait probablement pas plus de trente hippopotames nains dans la région à l'époque.
Heslop aurait envoyé quatre crânes d'hippopotames nains au Musée d'histoire naturelle de Londres. Ces spécimens n'avaient pas été soumis à évaluation taxonomique jusqu'en 1969, lorsque G.B. Corbet a confirmé que les crânes appartenaient bien à une sous-espèce différente de liberiensis en raison de différences dans les proportions du crâne. Les hippopotames nains nigérians ont été vus ou abattus dans les États de Rivers, Imo et Bayelsa au Nigéria. Bien que certaines populations locales soient au courant de l'existence autrefois de la présence d'hippopotames nains dans la région, on a pu recueillir peu de documentation fiable sur la sous-espèce nigériane.

## L'hippopotame nain et l'homme

### Conservation

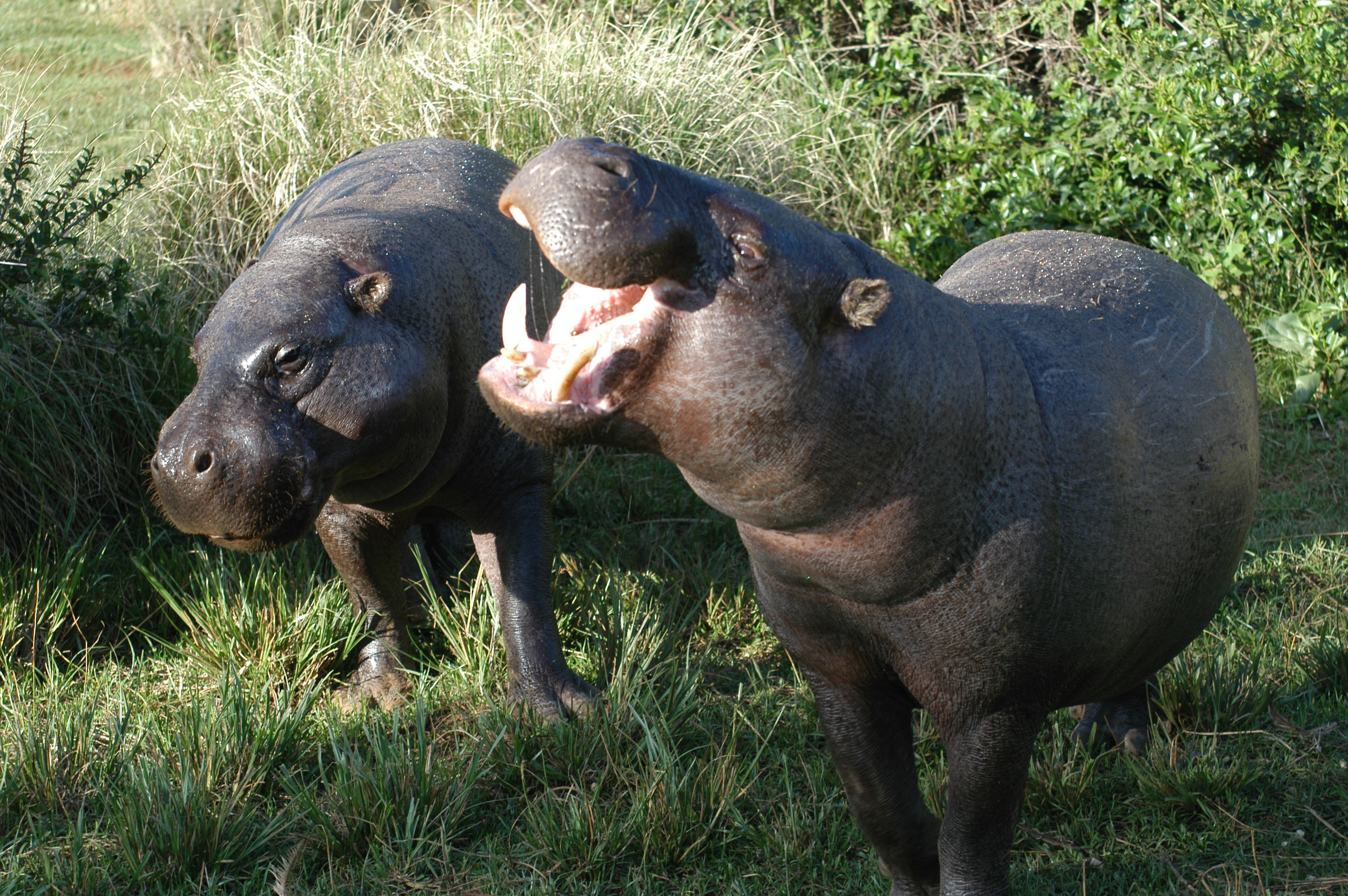
Un couple d'hippopotames nains au Mount Kenya Wildlife Conservancy.

La plus grande menace pour les hippopotames nains dans la nature est la perte de leur habitat. En effet, les forêts où ils vivent sont maintenant souvent exploitées pour la production de bois, l'installation de populations ou la mise en valeur agricole et peu d'efforts sont faits pour replanter les zones déboisées. Lorsque les forêts rétrécissent, les populations deviennent plus fragmentées, ce qui conduit à moins de diversité génétique dans le potentiel de reproduction de l'espèce et il y a moins de 3000 individus dans la nature.
En raison de leur mode de vie très discret, les hippopotames ne sont pas exploités pour la chasse de subsistance, mais ils sont tirés par des chasseurs opportunistes. Leur viande est, dit-on, d'excellente qualité, rappelant celle du sanglier; contrairement à celles de l'hippopotame commun, les défenses de l'hippopotame nain n'ont pas de valeur. Les effets des guerres civiles en Afrique de l'Ouest sur l'hippopotame nain ne sont pas connus, mais ils ne sont probablement pas positifs. Si les hippopotames communs adultes n'ont pas de prédateurs naturels, les hippopotames nains peuvent être tués par des léopards, des crocodiles et des pythons. Le nombre d'hippopotames tués de cette façon n'est cependant pas connu.
C. liberiensis a été classé en 2007 au sixième rang dans les dix espèces demandant le plus de protection pour éviter la disparition d'une espèce très originale. Il y figure ainsi à côté de l'échidné à bec long d'Attenborough, du Solénodon de Haïti, du chameau de Bactriane, du dauphin de Chine, du loris grêle, de l'antilope Hirola, du macroscélide à croupe dorée, du kitti à nez de porc et de la gerboise à longues oreilles.
L'ONG Sylvatrop mène un programme de conservation de l'hippopotame nain en Guinée.
Bien que menacés dans la nature, les hippopotames nains se reproduisent facilement dans les jardins zoologiques. Entre 1970 et 1991, la population d'hippopotames nains nés en captivité a plus que doublé. La survie de l'espèce dans les zoos est plus assurée que la survie de l'espèce dans la nature,. En captivité, l'hippopotame nain vit de 30 à 55 ans, plus que dans la nature. Depuis 1919, Seulement 41 pour cent des hippopotames nains nés dans les jardins zoologiques étaient des mâles.

### Folklore
Alors que les hippopotames communs étaient connus des Européens depuis l'Antiquité classique, l'hippopotame nain était inconnu en dehors de son aire de répartition en Afrique de l'Ouest jusqu'au XIXe siècle. En raison de son mode de vie nocturne et uniquement dans les régions de forêt dense, l'animal était aussi mal connu dans sa région d'origine. Au Libéria l'animal était traditionnellement connu sous le nom de vache d'eau (water cow).
Les premiers rapports ont décrit l'animal à tort comme une sorte de porc sauvage. Plusieurs crânes furent envoyés au naturaliste américain, Samuel G. Morton, alors qu'il résidait à Monrovia, au Libéria. Morton décrivit pour la première fois l'espèce en 1843. Les premiers spécimens complets ont été recueillis dans le cadre d'une enquête sur la faune du Libéria dans les années 1870 à 1880 par le Dr. Johann Büttikofer et ont été envoyés au Muséum d'histoire naturelle de Leyde, aux Pays-Bas.
Le premier hippopotame nain vivant a été importé en Europe en 1873 après avoir été capturé en Sierra Leone par un membre du service colonial britannique mais il est décédé peu de temps après son arrivée. Les premiers hippopotames nains introduits en Europe et à y avoir survécu l'ont été en 1911. Ils ont d'abord été expédiés en Allemagne, puis au zoo du Bronx à New York, où ils se sont également reproduits,.
En 1927, Harvey Firestone, le fondateur de la société de pneus Firestone offrit un hippopotame nain du nom de Billy au président américain Calvin Coolidge. Celui-ci l'offrit à son tour au parc zoologique national Smithsonien à Washington. Selon le zoo, Billy est l'ancêtre de la plupart des hippopotames nains présents dans les jardins zoologiques aux États-Unis aujourd'hui,.
Plusieurs contes populaires ont été recueillis sur l'hippopotame nain. Une histoire dit que les hippopotames nains transportent un diamant brillant dans leur bouche pour les aider à circuler à travers les forêts épaisses la nuit, diamant que, le jour, ils mettent dans une cachette mais si un chasseur capture un hippopotame nain de nuit il pourra récupérer le diamant. Des villageois croyaient que les bébés hippopotames nains ne tétaient pas leur mère mais léchaient les sécrétions de sa peau.